# جوناثان بانزو
جوناثان بانزو (بالإنجليزية: Jonathan Panzo)‏ (مواليد 25 أكتوبر 2000) هو لاعب كرة قدم إنجليزي يلعب كمدافع في نادي ديجون.

## روابط خارجية
- جوناثان بانزو على موقع رابطة كرة القدم الفرنسية للمحترفين (الإنجليزية)
- جوناثان بانزو على موقع قاعدة بيانات كرة القدم.إي يو (الإنجليزية)
- جوناثان بانزو على موقع ليكيب (الفرنسية)
- جوناثان بانزو على موقع Soccerbase.com (لاعب) (الإنجليزية)
- جوناثان بانزو على موقع Soccerway.com (الإنجليزية)
- جوناثان بانزو على موقع عالم كرة القدم.نت (الإنجليزية)